# Pegasus Market
Pegasus Market (hangul: 쌉니다 천리마마트, RR: Ssamnida Cheollimamateu, también conocida como Cheap Cheollima Mart), es un drama surcoreano emitida del 20 de septiembre de 2019 hasta el 6 de diciembre de 2019, a través de tvN.
La serie está basada en el webtoon "Cheap Cheollima Mart" de Kim Gyu-sam.

## Historia
La tienda "Pegasus Market", para la que Moon Suk-goo trabaja como gerente, se encuentra en mal estado. Aunque la tienda pertenece al grupo "Daema", su futuro parece sombrío, ya que no tiene muchos clientes, lo que genera estrés y frustración en Suk-goo.
Un día, cuando el perspicaz e inteligente Jung Bok-dong es nombrado como el nuevo CEO de la tienda, después de haber sido degradado dentro del grupo "Daema" como ejecutivo. Suk-goo comienza a tener esperanzas de que la tienda experimente un cambio radical y se convierta en la tienda minorista número uno, lo que le permita convertirse en un empleado de la sede de Daema.
Sin embargo, Bok-dong en realidad quiere vengarse del grupo Daema destruyendo la tienda, por lo que comienza a contratar a personas que han fracasado en la vida y que son poco probables que sean contratadas por otras personas. Pero las cosas no salen como lo planea, cuando sus acciones para hundir la tienda en realidad comienzan a atraer a los clientes.

## Reparto[5]

#### Personajes principales
| Actor          | Personaje     | N.º de episodios | Notas |
| -------------- | ------------- | ---------------- | --- |
| Kim Byung-chul | Jung Bok-dong | 12               | [ 6 ] [ 7 ] |
| Lee Dong-hwi   | Moon Suk-goo  | 12               | Es el gerente de la tienda "Pegasus Market", un hombre apasionado y entusiasta por su trabajo que en ocasiones tiende a ser ingenuo e ignorante. |
| Jung Hye-sung  | Jo Mi-ran     | 12               | [ 9 ] |

#### Personajes secundarios
| Actor                     | Personaje      | N.º de episodios | Notas                                                                            |
| ------------------------- | -------------- | ---------------- | -------------------------------------------------------------------------------- |
| Choi Kwang-je             | Pielleggu      | -                | Es un empleado de la tienda "Pegasus Market" y líder de la tribu Bbaya.          |
| Jung Min-sung             | Choi Il-nam    | -                | Es un empleado de la tienda "Pegasus Market".                                    |
| Kang Hong-seok            | Oh In-bae      | -                | Es un empleado de la tienda "Pegasus Market".                                    |
| Kim Ho-young              | Jo Min-dal     | -                | Es un empleado de la tienda "Pegasus Market".                                    |
| Park Ho-san               | Kwon Young-goo | -                | Es un miembro del grupo "Daema"                                                  |
| Lee Soon-jae              | Kim Dae-ma     | -                | Es el presidente del grupo "Daema".                                              |
| Lee Gyu-hyun Choi Ro-woon | Kim Gap        | - 7              | Es el vicepresidente del grupo "Daema" y nieto de Kim Dae-ma.                    |
| Lee Eung-kyung            | -              | -                | Es la madre de Moon Suk-goo.                                                     |
| Kim Gyu-ri                | Go Mi-joo      | -                | Es una pequeña empleada de la tienda "Pegasus Market".                           |
| Uhm Tae-yoon              | Chi'e          | -                | Es un pequeño empleado de la tienda "Pegasus Market" y miembro de la tribu Paya. |
| Bae Jae-won               | Park Il-woong  | -                | Es un miembro del grupo "Daema".                                                 |
| Han Tae-jin               | -              | -                | Es un empleado de la tienda "Pegasus Market".                                    |
| Lee Jae-won               | -              | -                | Es un empleado de la tienda "Pegasus Market".                                    |
| Gil Sang-woo              | -              | -                | Es un empleado de la tienda "Pegasus Market".                                    |

### Otros personajes
| Actor                  | Personaje     | Episodio(s) donde apareció | Notas                                         |
| ---------------------- | ------------- | -------------------------- | --------------------------------------------- |
| Cho Seung-hee          | -             | 1-2                        | Es la esposa de Jo Min-dal.                   |
| Lee Seo-yi             | -             | 3                          | Es la madre de Go Mi-joo.                     |
| Choi Dae-sung          | -             | 4                          | Es el dueño de la fábrica coreana Muk.        |
| Ok Joo-ri              | -             | 4                          | Es una clienta de la tienda "Pegasus Market". |
| Lee Won-jae            | Oh Cheol-soo  | 5                          |                                               |
| Jung In-kyum           | Kwon Sung-gun | 5, 8                       | Es el presidente del mercado "Hydra".         |
| Kim Gi-cheon           | -             | 10                         |                                               |
| Im Jae-geun            | -             | -                          | Es el jefe de Oh In-bae.                      |
| Park Ya-sung           | -             | -                          |                                               |
| Jun Eun-mi             | -             | -                          | Es una clienta del supermercado.              |
| Lee Seon-kyu           | -             | -                          | Es un guitarrista Mudang.                     |
| Ah Yeon (Sung Hyo-jin) | -             | -                          | Es la baterista Mudang.                       |
| Ham Tae-gyun           | -             | -                          | Es un miembro de la tribu Bbayajok.           |
| Jin Ga-min             | -             | -                          |                                               |
| Yoo Soon-chul          | -             | -                          |                                               |
| Lee Won-hee            | -             | -                          |                                               |
| Lee Dong-young         | -             | -                          |                                               |
| Yoo Soon-chul          | -             | -                          |                                               |

### Apariciones especiales
| Actor                    | Personaje      | Episodio(s) donde apareció | Notas |
| ------------------------ | -------------- | -------------------------- | --- |
| Kim Yeon-ja              | Kim Yeon-ja    | 1                          | |
| Kim Jae-hwa              | -              | 1, 3, 5, 12                | Es la esposa de Jeong Bok-dong y madre de Jeong Sang-tae.                                                                                              |
| Lee Eugene (Yoo Jin-woo) | Jeong Sang-tae | 1, 3, 5                    | Es el hijo de Jeong Bok-dong. |
| Woo Hyun                 | Kim Chi-ah     | 1, 4, 5                    | Es un asambleísta. |
| Yoon Hee-seok            | Go Young-il    | 3, 9                       | Es el padre de Go Mi-joo. |
| Jung Young-joo           | -              | 4                          | Es una clienta grosera en la tienda "Pegasus Market".                                                                                                  |
| Park Seul-ki             | -              | 7                          | |
| Lee Hyun-wook            | -              | 10                         | Es el psiquiatra del grupo DM. |
| Yeonwoo                  | Kwon Ji-na     | 10, 12                     | Es la hija de Kwon Young-goo, así como una pasante en la tienda "Pegasus Market". Ji-na termina formando una rivalidad con Jo Mi-ran por Moon Suk-goo. |
| Park Doo-shik            | -              | 12                         | Es el jefe del grupo de gánsteres. |

## Episodios
La serie está conformada por doce episodios, los cuales fueron transmitidos todos los viernes a las 23:00 (KST).

### Audiencia
Los números en azul indican las puntuaciones más altas, mientras que los números en rojo indican los episodios con menor calificación.
| Episodio | Fecha de emisión         | Participación promedio de audiencia | Participación promedio de audiencia |
| Episodio | Fecha de emisión         | AGB Nielsen                         | AGB Nielsen                         |
| Episodio | Fecha de emisión         | Nacional                            | Seúl                                |
| -------- | ------------------------ | ----------------------------------- | ----------------------------------- |
| 1        | 20 de septiembre de 2019 | 3.207 %                             | 3.808 %                             |
| 2        | 27 de septiembre de 2019 | 3.378 %                             | 4.001 %                             |
| 3        | 4 de octubre de 2019     | 3.299 %                             | 4.020 %                             |
| 4        | 11 de octubre de 2019    | 2.806 %                             | 3.080 %                             |
| 5        | 18 de octubre de 2019    | 2.941 %                             | 3.670 %                             |
| 6        | 25 de octubre de 2019    | 2.951 %                             | 3.560 %                             |
| 7        | 1 de noviembre de 2019   | 2.481 %                             | 3.284 %                             |
| 8        | 8 de noviembre de 2019   | 2.940 %                             | 3.539 %                             |
| 9        | 15 de noviembre de 2019  | 2.355 %                             | 2.669 %                             |
| 10       | 22 de noviembre de 2019  | 2.125 %                             | 2.645 %                             |
| 11       | 29 de noviembre de 2019  | 2.203 %                             | 2.857 %                             |
| 12       | 6 de diciembre de 2019   | 2.208 %                             | 2.765 %                             |
| Promedio | Promedio                 | 2.741 %                             | 3.325 %                             |

### Spin-off
El 13 de diciembre de 2019 se estrenó una serie web derivada titulada "Vroom Vroom Pegasus Market" (Hangul: 부릉 부릉 천리마 마트; RR: Booleungbooleung Cheollimamateu) en el canal de YouTube de la tvN, "D STORY". La serie web cuenta la historia de Moon Suk-goo, Oh In-baey y Pielleggu, quienes se unen para robar secretos a su competidor.

## Música
El OST de la serie está conformado por las siguientes canciones:

### Parte 1
| No. | Intérprete | Canción                     | Letra                     | Música                    | Duración |
| --- | ---------- | --------------------------- | ------------------------- | ------------------------- | -------- |
| 1   | Ppaya      | "Ppaya Cart" (빠야까라루뚜) | Uhm Ki-yeop y Uhm Ki-hyun | Uhm Ki-yeop y Uhm Ki-hyun | 2:04     |
| 2   | -          | "Ppaya Cart" (Inst.)        | -                         | Uhm Ki-yeop y Uhm Ki-hyun | 2:04     |

### Parte 2
| N.º | Intérprete | Canción          | Letra                              | Música                       | Duración |
| --- | ---------- | ---------------- | ---------------------------------- | ---------------------------- | -------- |
| 1   | Song Yuvin | "Reload" (다시)  | Park Geun-chul, DANI y Jung Su-min | Park Geun-chul y Jung Su-min | 4:10     |
| 2   | -          | "Reload" (Inst.) | -                                  | Park Geun-chul y Jung Su-min | 4:10     |

## Premios y nominaciones
| Año  | Categoría       | Premios                  | Nominada          | Resultado |
| ---- | --------------- | ------------------------ | ----------------- | --------- |
| 2020 | Technical Award | 56th Baeksang Arts Award | Kim Ji-soo (Arte) | Nominada  |

## Producción
La serie está basada del webtoon "Cheap Cheollima Mart" de Kim Gyu-sam.
Fue desarrollada por Lee Myung-han, y también es conocida como "Cheap Cheollima Mart" o "Cheap Cheonrima Mart".
La serie fue dirigida por Baek Seung-ryong (백승룡), mientras que el guion estuvo a cargo de Kim Sol-ji (김솔지).
También contó con el apoyo de las compañías de producción Studio N (스튜디오N) y CJ ENM.